# Lu, Piemonte
Lu är en ort i provinsen Alessandria i regionen Piemonte i Italien. Lu var en kommun till den 31 januari 2019 när den tillsammans med Cuccaro Monferrato bildade den ny kommunen Lu e Cuccaro Monferrato. Kommunen Lu hade 1 077 invånare (2018).